# Ivan Goff
Ivan Goff (ur. 17 kwietnia 1910 w Perth, zm. 23 września 1999 w Santa Monica) – australijski scenarzysta filmowy. Nominowany do Oscara za scenariusz do filmu Człowiek o tysiącu twarzy (1957). Był także współscenarzystą dramatu kryminalnego Biały żar (1949), westernu Legenda o samotnym jeźdźcu (1981) i pilota serialu Aniołki Charliego (1976). Był współautorem sztuki Portret w czerni (Portrait in Black) wystawionej na Broadwayu.
Rozwiedziony w 1964 z Nadią Draper. Ojciec trójki dzieci: Kevina, Trevora i Briana.
Zmarł w wieku 89 lat na chorobę Alzheimera.